# Lastrup (Nedersaksen)
Lastrup is een gemeente in de Duitse deelstaat Nedersaksen. De gemeente maakt deel uit van het Landkreis Cloppenburg.
Lastrup telt 7.088 inwoners.

## Indeling van de gemeente
De gemeente bestaat uit het centrale dorp Lastrup, waar meer dan de helft van de inwoners der gehele gemeente woont, en waar ook het gemeentehuis staat, en verder 14 kleinere dorpen en gehuchten (Bauerschaften). Dit zijn:
Groß- en Klein-Roscharden, Hammel, Hammesdamm, Hamstrup, Hemmelte, Kneheim, Matrum, Nieholte, Norwegen, Oldendorf, Schnelten, Suhle en Timmerlage.
Van deze plaatsjes is Hemmelte, 8 km ten oosten van het hoofddorp, het grootst. Het heeft naar schatting circa 1.100 inwoners.

## Ligging, verkeer, vervoer
Lastrup ligt bij de westgrens van Landkreis Cloppenburg met het Emsland. Het landschap van de gemeente lijkt, evenals dat van Lindern, sterk op dat in de Nederlandse provincie Drenthe: deels met naaldbomen beboste zandruggen en tot 40 meter hoge heuveltjes, afgewisseld met beekdalen en hoogveengebieden.

### Naburige gemeentes
- Lindern, 8 km noordwestwaarts, en Werlte, nog 9 km verder westwaarts
- Löningen, 9 km zuidwestwaarts over de B 213
- Essen, via het dorpje Hammendamm 12 km zuidwaarts
- Cloppenburg, over de B 213, 14 km oostwaarts
- Molbergen, 10 km noordoostwaarts

### Wegverkeer
Het dorp ligt aan het einde van een regionale weg naar Werlte, waar deze op de Bundesstraße 213 uitkomt, die noordoostwaarts via Cloppenburg naar Oldenburg leidt, en zuidwestwaarts via Löningen en Rheine in de richting van Twente in Nederland.
Het dorp Hemmelte ligt 8 km ten oosten van Lastrup zelf, aan de Bundesstraße 68 (Cloppenburg- Bramsche - Osnabrück); het ligt dicht bij de spoorlijn Oldenburg-Osnabrück; het stationnetje van dit dorp is in de tweede helft van de 20e eeuw wegens een gebrek aan in- en uitstappende reizigers opgeheven.

### Openbaar vervoer
Openbaar vervoer is beperkt tot schoolbus- en belbusdiensten, die men kan bestellen via de Duitse website www.moobilplus.de. In de weekeinden en 's avonds rijden er helemaal geen bussen. De dichtstbijzijnde spoorwegaansluitingen zijn het station van  het 14 km oostwaarts gelegen Cloppenburg of dat van het 12 km zuidelijker gelegen Essen, die beide aan de spoorlijn Oldenburg - Osnabrück liggen. Veel scholieren en forensen uit Lastrup plegen voor hun woon-school- of woon-werk-reis op de fiets naar Cloppenburg of Essen te rijden.

## Geschiedenis
In de Jonge Steentijd leefden in dit gebied reeds mensen, die, blijkens de typerende hunebedden en andere megalietmonumenten, tot de dragers der Trechterbekercultuur (3200-2500 v.C.) behoorden.
De meeste dorpen in de gemeente Lastrup zijn in de middeleeuwen rond kleine kerkjes ontstaan. In een document van de Abdij Corvey uit 970 komt Suhle (Sula, betekenis onbekend) reeds voor. In 947 komt Lastrup zelf als Lasdorpe (betekenis: loo-dorp, dorp bij open plekken in een bos) voor. 
Lastrup kende in de middeleeuwen reeds enige economische bloei, doordat het aan een oude handelsroute tussen Lübeck en Brugge lag, en nog ligt: het tracé van de huidige Bundesstraße 213 loopt over deze oude weg. De hoofdstraat van het dorp heet daarom Vlämische Straße.
Het gebied behoorde in de middeleeuwen eerst tot het Graafschap Tecklenburg, dat het in 1400 aan het Prinsbisdom Münster verloor. 
De Reformatie bewerkte een tijdelijke overgang van het dorp naar het lutherse geloof (tussen 1535 en 1550). In 1613 had de Contrareformatie  door de Münsteraner bisschoppen bewerkstelligd, dat Lastrup weer rooms-katholiek werd. Tot op de huidige dag zijn de meeste christenen te Lastrup katholiek.
Na de Napoleontische tijd behoorde Lastrup tot het Groothertogdom Oldenburg en daarna tot het Duitse Keizerrijk.
Eén, nog steeds als paardenfokkerij beroemde, boerderij in Klein Roscharden, Klatte, is tweemaal in geheel Duitsland in het nieuws gekomen. Ten eerste, omdat een daar gefokte hengst op een belangrijke paardententoonstelling  in 1929 tot het beste paard van geheel Duitsland werd uitgeroepen; ten tweede, omdat er in de jaren 1890 een rond het jaar 1020 begraven schat is gevonden, bestaande uit vooral zilveren en gouden munten en sieraden. De schat maakt deel uit van de collecties van één museum te Oldenburg en twee te Berlijn.
In 1974 zou buurgemeente Lindern, in het kader van een gemeentelijke herindeling, bij de gemeente  Lastrup worden gevoegd. De bevolking van Lindern protesteerde hier zo heftig tegen, dat de hogere overheid van deze samenvoeging afzag.

## Economie
Lastrup is een deels nog agrarisch gekenmerkte gemeente. Landbouw (vooral de verbouw van voedergewassen), intensieve veehouderij en het fokken van raspaarden voor diverse takken van paardensport zijn belangrijke pijlers van de lokale economie.
Het dorp heeft enkele middelgrote industriële bedrijven van meer dan regionaal belang. Het bekendste daarvan is Böckmann, een tussen 300 en 400 werknemers tellende fabriek van auto-aanhangwagens en met name paardentrailers, die ook naar België en Nederland worden geëxporteerd. Ook kent het dorp een niet onbelangrijke vleesverwerkende industrie. Daarnaast is er enig midden- en kleinbedrijf voor de lokale behoeften.
Sinds 1951 wordt te Hemmelte aardolie gewonnen. De oliebron Hemmelte-West leverde rond 2018 circa 100.000 ton ruwe olie per jaar op. 
Het toerisme is ietwat in omvang toegenomen, vooral vanwege het natuurschoon in de streek; er zijn enkele kleine hotels en pensions in het dorp. 
In 1912 werd in Lastrup  het St. Elisabeth-Stift gesticht. Dit was oorspronkelijk een ziekenhuis. Na de Tweede Wereldoorlog werd het een groot, multifunctioneel zorgcentrum, dat o.a. een psychiatrisch ziekenhuis en een verpleeghuis voor demente ouderen omvat. Deze instelling is één der belangrijkste werkgeefsters in de regio.

## Bezienswaardigheden

### Hunebedden e.d.

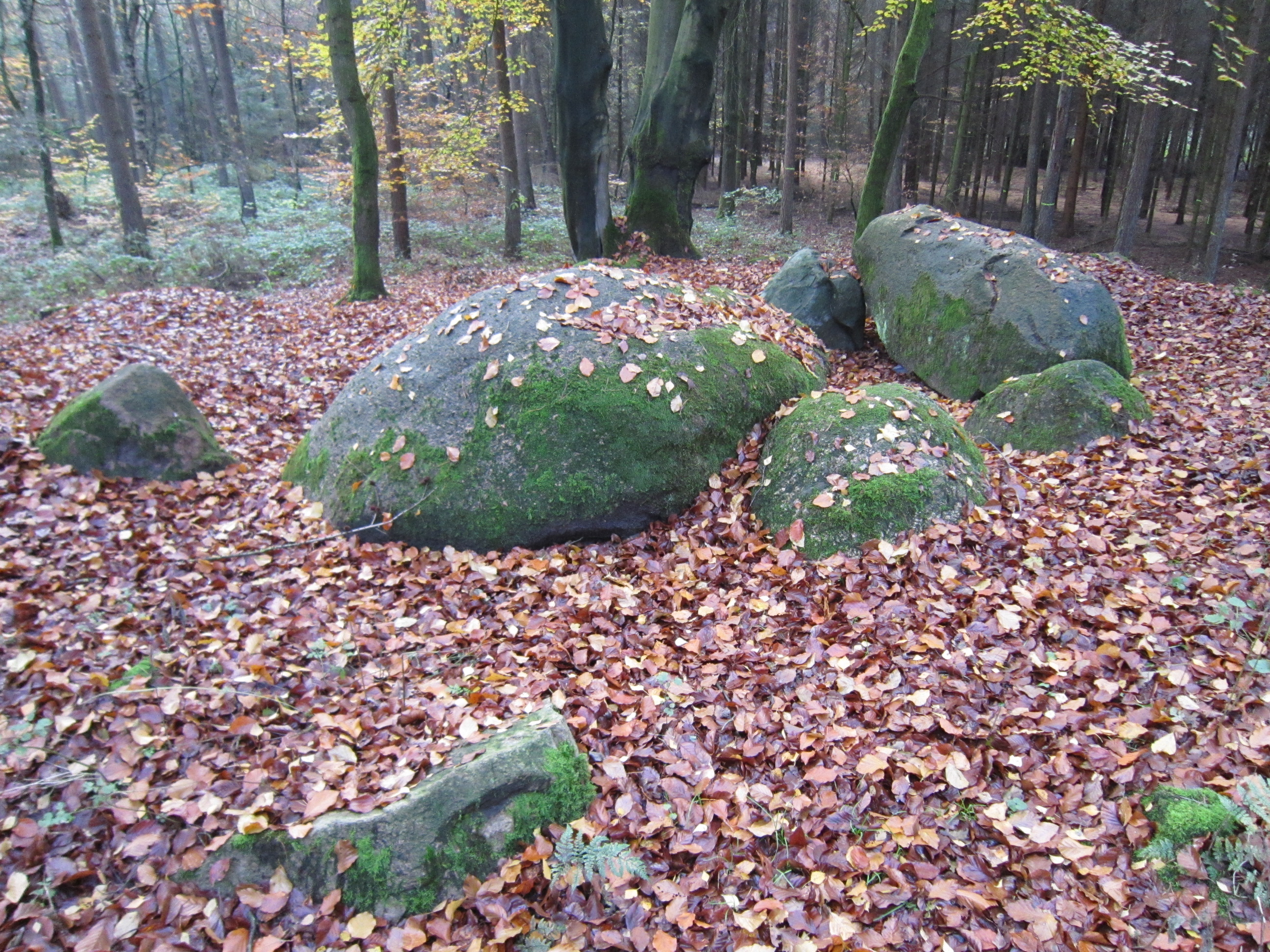
Straße der Megalithkultur 23, Oldendorfer Hünensteine
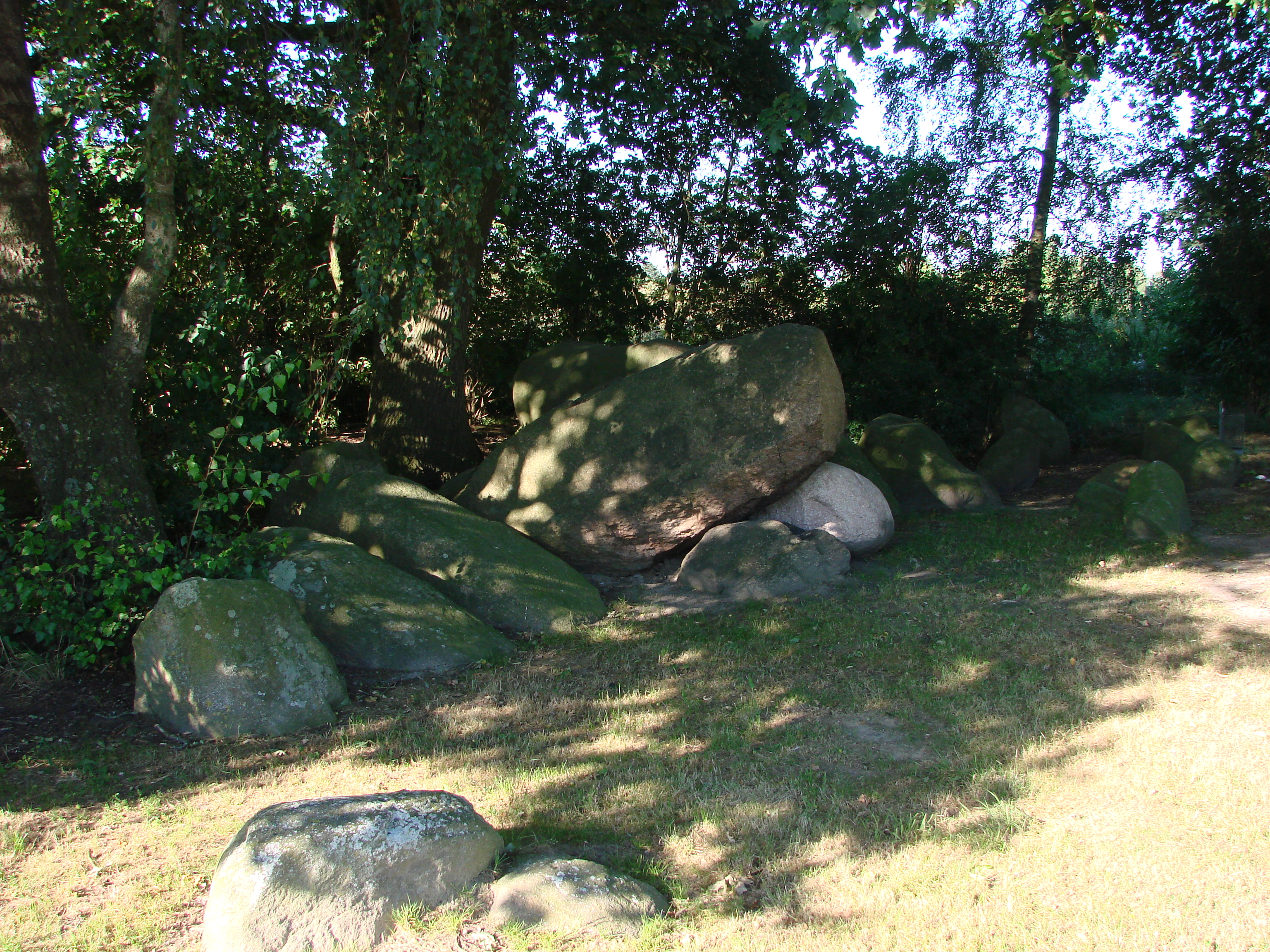
Ganggraf Auf dem Sonderling
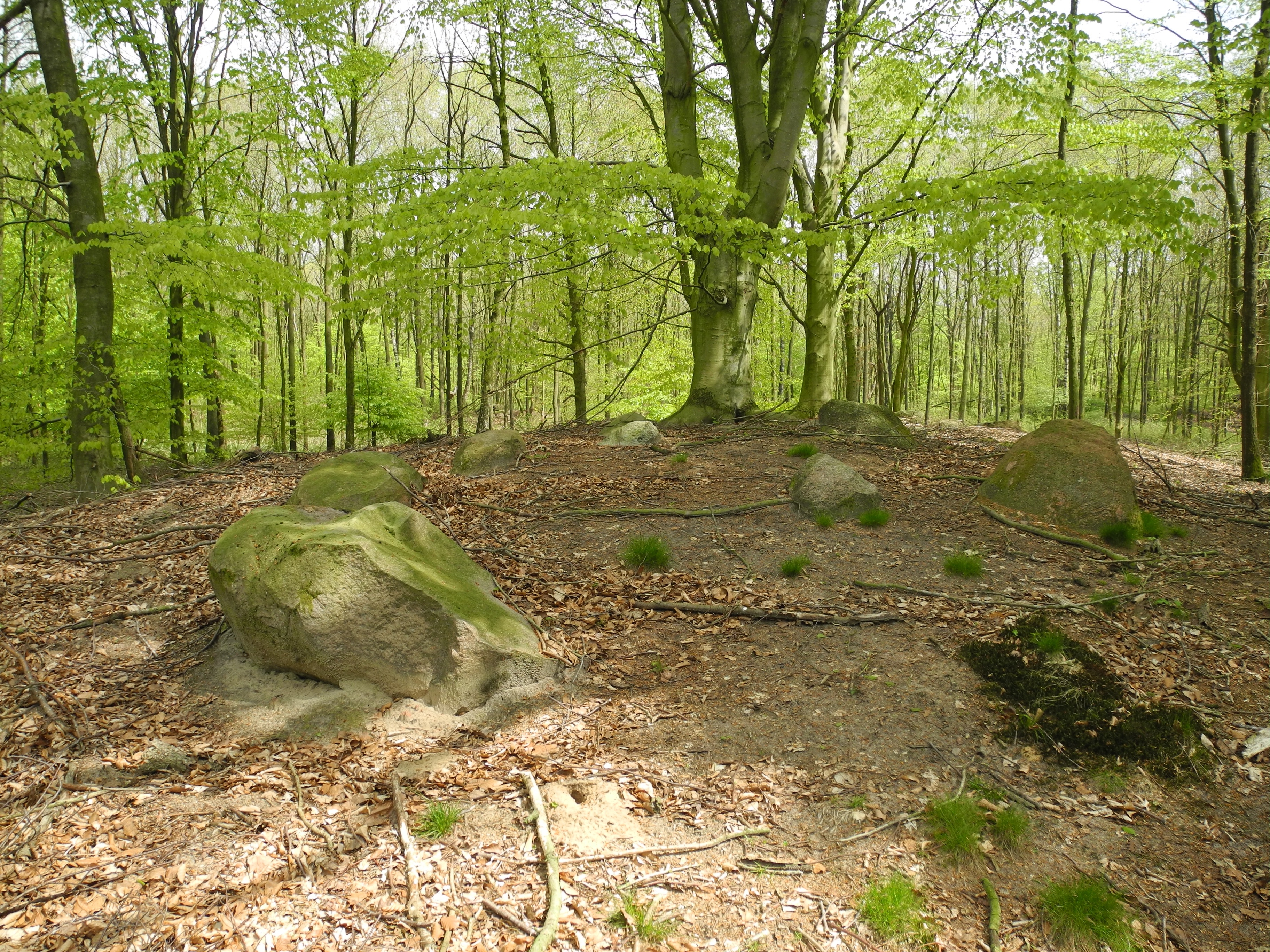
Großsteingrab im Fuhrenkamp 1, Sprockhoff-Nr. 969
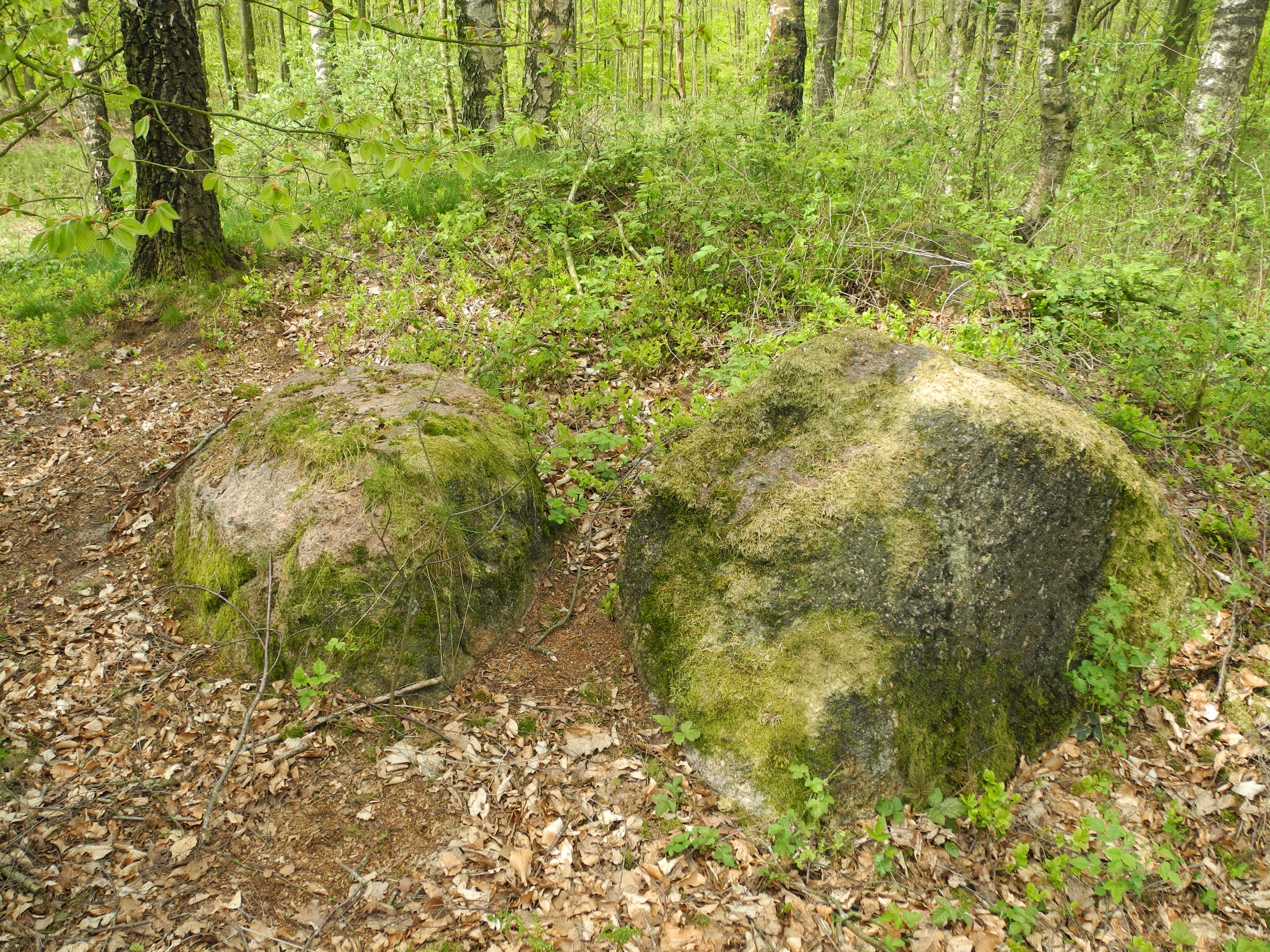
Großsteingrab im Fuhrenkamp 2, Sprockhoff-Nr. 970
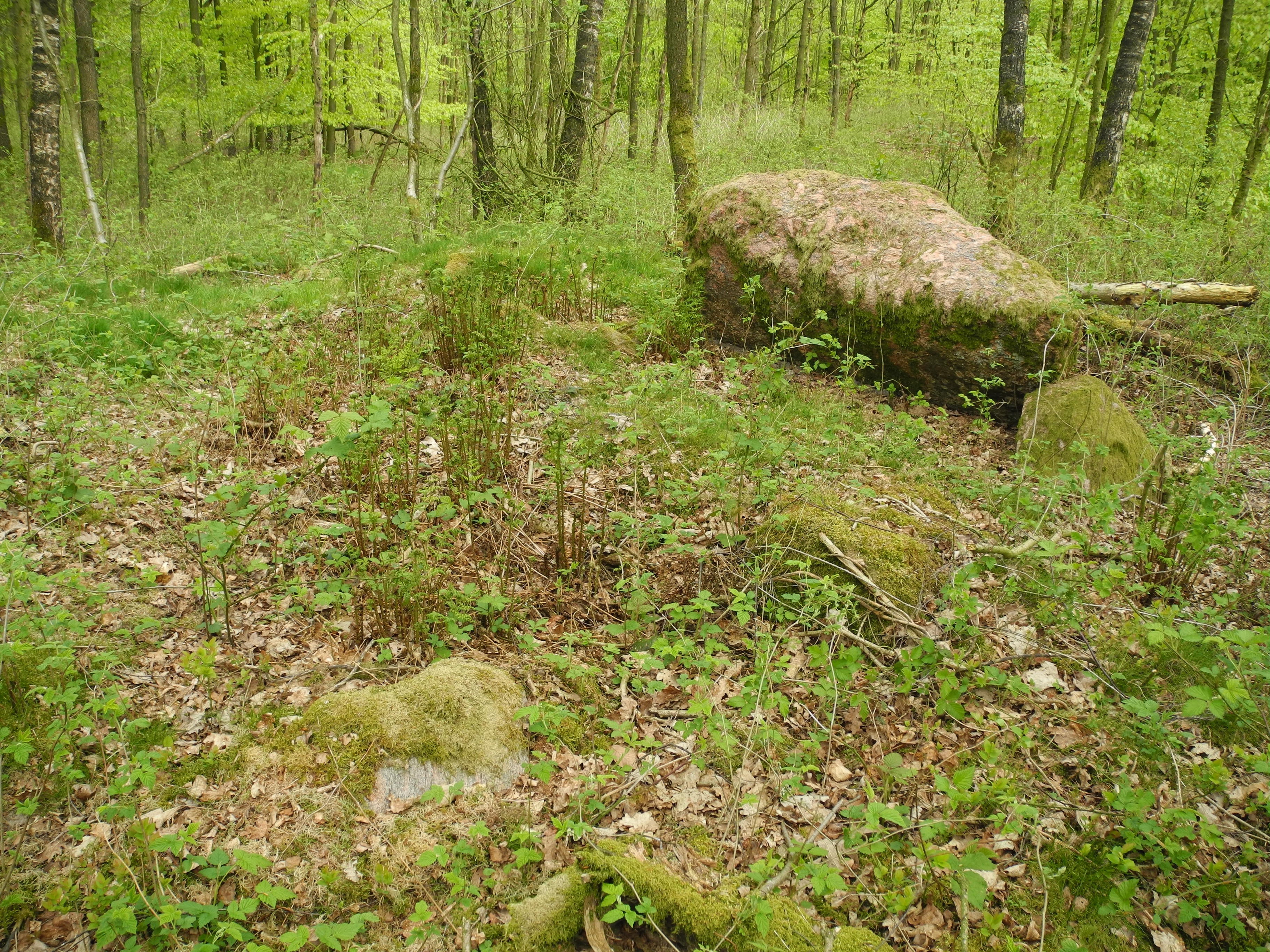
Großsteingrab im Fuhrenkamp 3, Sprockhoff-Nr. 971

- Ganggraf Auf dem Sonderling, dicht bij de B 213, minder dan 1 km ten NO van Lastrup, Sprockhoff-Nr. 969
- Oldendorfer Hünensteine, Sprockhoff-Nr. 968, in een fraai bos, 3½ km ten ZW van Lastrup; dit hunebed ligt aan de Straße der Megalithkultur.
- De drie, slechts gedeeltelijk bewaard gebleven Großsteingräber im Fuhrenkamp, dicht bij de Oldendorfer Hünensteine, Sprockhoff-Nr. 969-971

### Overige
- In de gemeente zijn enige wandel- en fietsroutes uitgezet, die langs de bos- en andere natuurgebieden van de gemeente leiden.
- Eens per twee jaar wordt in Klein-Roscharden bij paardenfokkerij Klatte een groot internationaal paardensportevenement gehouden.
- Hoogveenreservaat Molberger Dose op de grens met de noordelijke buurgemeente Molbergen is 600 hectare groot. Het is een Dose, een relatief laag gelegen, door hogere zandruggen omringd, zeer vochtig hoogveengebied, waar talrijke beschermde planten- en diersoorten voorkomen. Er loopt een 3 km lang wandelpad (met informatiepanelen over de natuur) omheen.
- Markant, maar kunsthistorisch van slechts regionaal belang, zijn enige rooms-katholieke kerkgebouwen:
  - de Sint-Pieterskerk te Lastrup (1863), gebouwd op de plaats van eerdere kerken uit 1200 en 1505; in 1971 ingrijpend verbouwd
  - de Heilig-Hartkerk te Hemmelte (1895)
  - de St.-Michaelkapel te Kneheim (1801; daarna diverse malen ingrijpend verbouwd, voor het laatst in 1961)

## Afbeeldingen

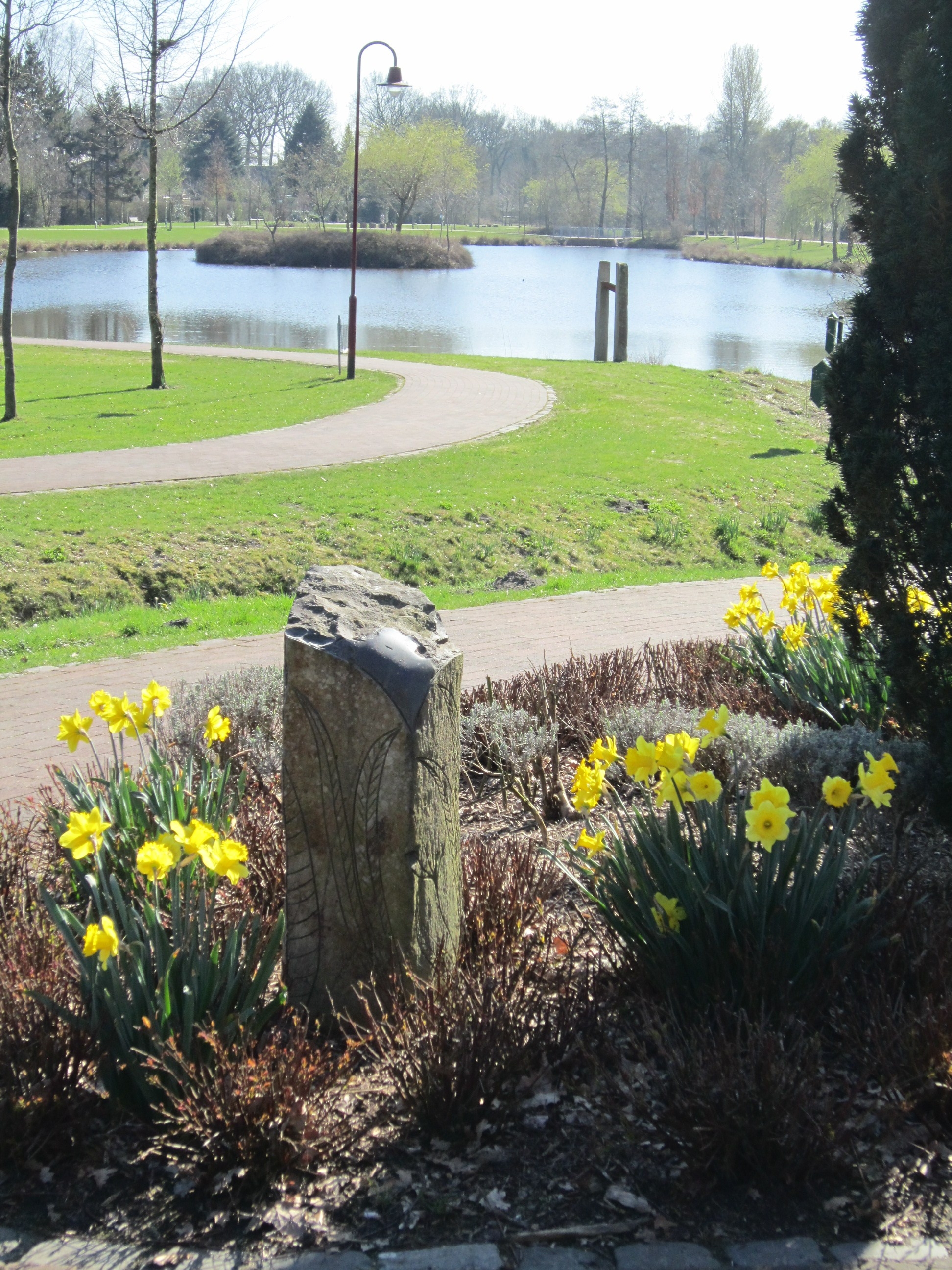
Park in het centrum van Lastrup, bij het St. Elisabeth-Stift
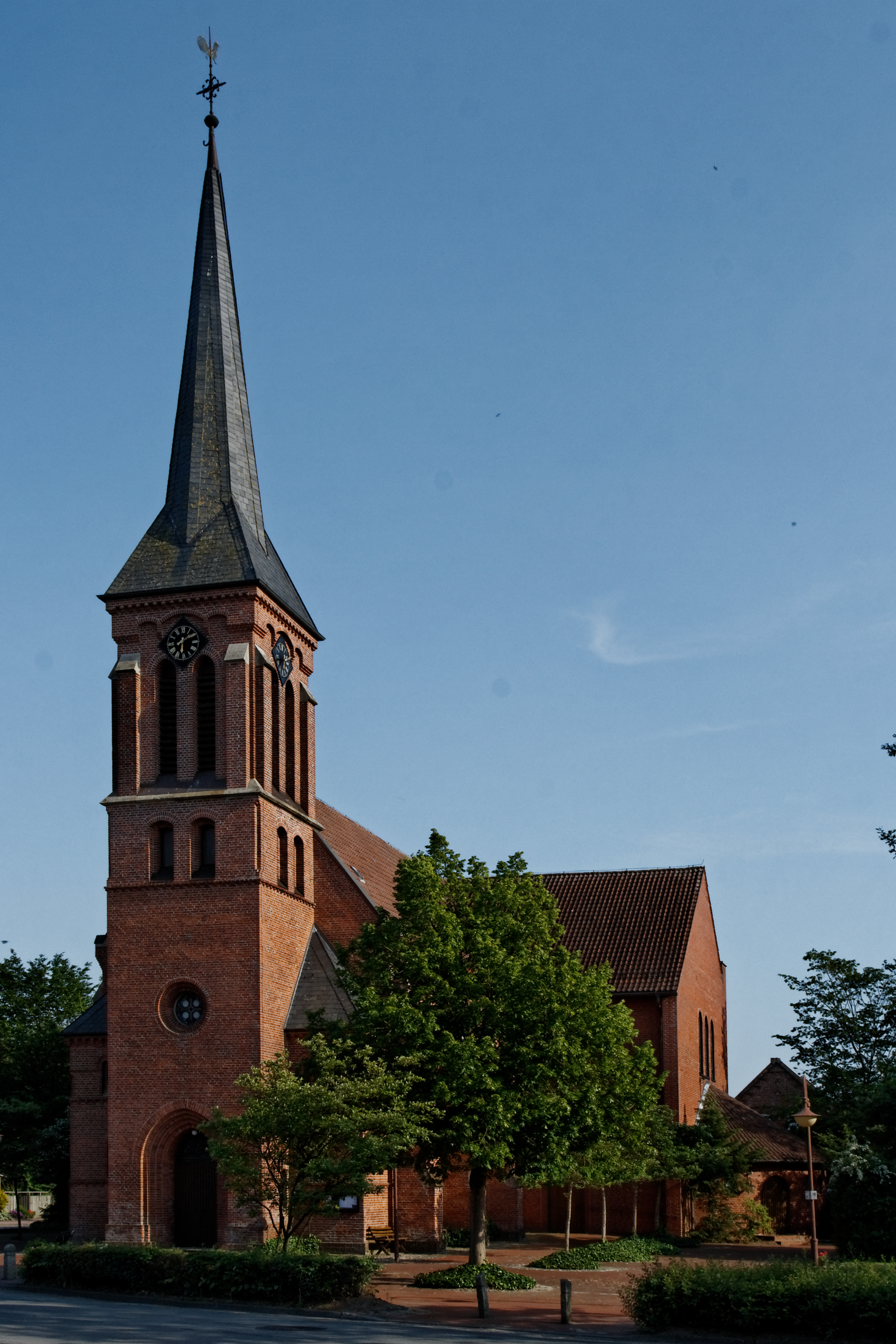
R.K. Heilig-Hartkerk te Hemmelte
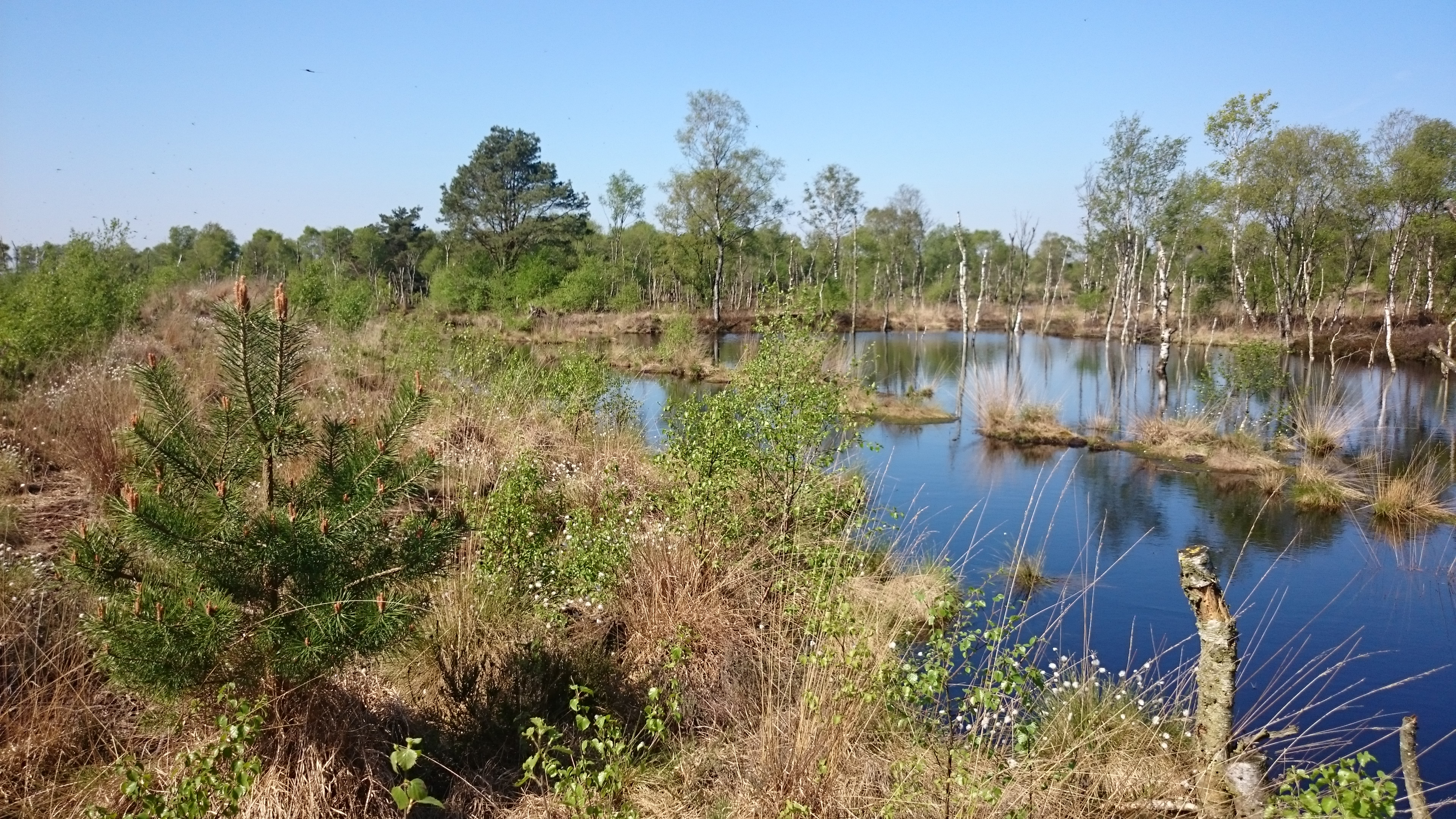
Natuurreservaat Molberger Dose

- Gemeinsame Normdatei: 4034654-7
- Virtual International Authority File: 591145424634986831157

Barßel · Bösel · Cappeln · Cloppenburg · Emstek · Essen · Friesoythe · Garrel · Lastrup · Lindern · Löningen · Molbergen · Saterland